# Matthias Schnettger
Matthias Schnettger (né le 8 juillet 1965 à Oer-Erkenschwick) est un historien allemand.

## Biographie
Matthias Schnettger étudie l'histoire moderne et moyenne ainsi que les sciences politiques à l'université de Münster de 1987 à 1992. De 1993 à 1995, il est assistant de recherche à Münster. Il y a obtenu son doctorat au semestre d'été 1994 avec une étude sur la députation du Reich (de) des années 1655 à 1663, qui est initiée et supervisée par Heinz Duchhardt. De 1995 à 2006, il est assistant de recherche à l'Institut d'histoire européenne de l'université Johannes-Gutenberg de Mayence. De 1997 à 2000, des postes d'enseignant suivent à l'université Justus-Liebig de Gießen et de 2001 à 2005 des postes d'enseignant à l'université Johann Wolfgang Goethe de Francfort-sur-le-Main. Depuis 2001, il est co-rédacteur en chef de la revue en ligne sehepunkte. En 2004, il termine son habilitation à Francfort avec une thèse sur la république de Gênes et le Saint-Empire romain germanique au début de la période moderne (1556-1797). De 2005 à 2006, il est professeur invité à l'Institut historique allemand de Rome. Depuis le semestre d'hiver 2006/07, Schnettger enseigne en tant que professeur d'histoire moderne ancienne à l'Université Johannes-Gutenberg de Mayence.
Ses principaux intérêts de recherche sont l'histoire du Saint-Empire romain germanique, en particulier l'Italie impériale, le système des fiefs papaux au début de la période moderne, l'histoire de la ville impériale de Francfort et de l'Europe au début de la période moderne. Il est membre de la Commission historique de Francfort.

## Travaux
- Kaiser und Reich. Eine Verfassungsgeschichte (1500–1806). Kohlhammer, Stuttgart 2020,  (ISBN 978-3-17-031350-7).
- avec Heinz Duchhardt: Barock und Aufklärung (= Oldenbourg Grundriss der Geschichte (de). Bd. 11). 5., neu bearbeitete und erweiterte Auflage des Bandes „Das Zeitalter des Absolutismus“. Oldenbourg, München 2015,  (ISBN 978-3-11-034583-4).
- Der Spanische Erbfolgekrieg. 1701–1713/14. Beck, München 2014,  (ISBN 978-3-406-66173-0).
- „Principe sovrano“ oder „Civitas imperialis“? Die Republik Genua und das Alte Reich in der frühen Neuzeit (1556–1797) (= Veröffentlichungen des Instituts für Europäische Geschichte Mainz. Abteilung für Universalgeschichte. Bd. 209 = Beiträge zur Sozial- und Verfassungsgeschichte des Alten Reiches. Bd. 17). von Zabern, Mainz 2006,  (ISBN 3-8053-3588-1) (Zugleich: Frankfurt am Main, Universität, Habilitations-Schrift, 2005).
- Der Reichsdeputationstag 1655–1663. Kaiser und Stände zwischen Westfälischem Frieden und Immerwährendem Reichstag (= Schriftenreihe der Vereinigung zur Erforschung der Neueren Geschichte e.V. Bd. 24). Aschendorff, Münster 1996,  (ISBN 3-402-05675-5) (Zugleich: Münster, Universität, Dissertation, 1994).